# Peperomia trumani
Peperomia trumani är en pepparväxtart som beskrevs av William Trelease. Peperomia trumani ingår i släktet peperomior, och familjen pepparväxter. Inga underarter finns listade i Catalogue of Life.